# Hash House Harriers

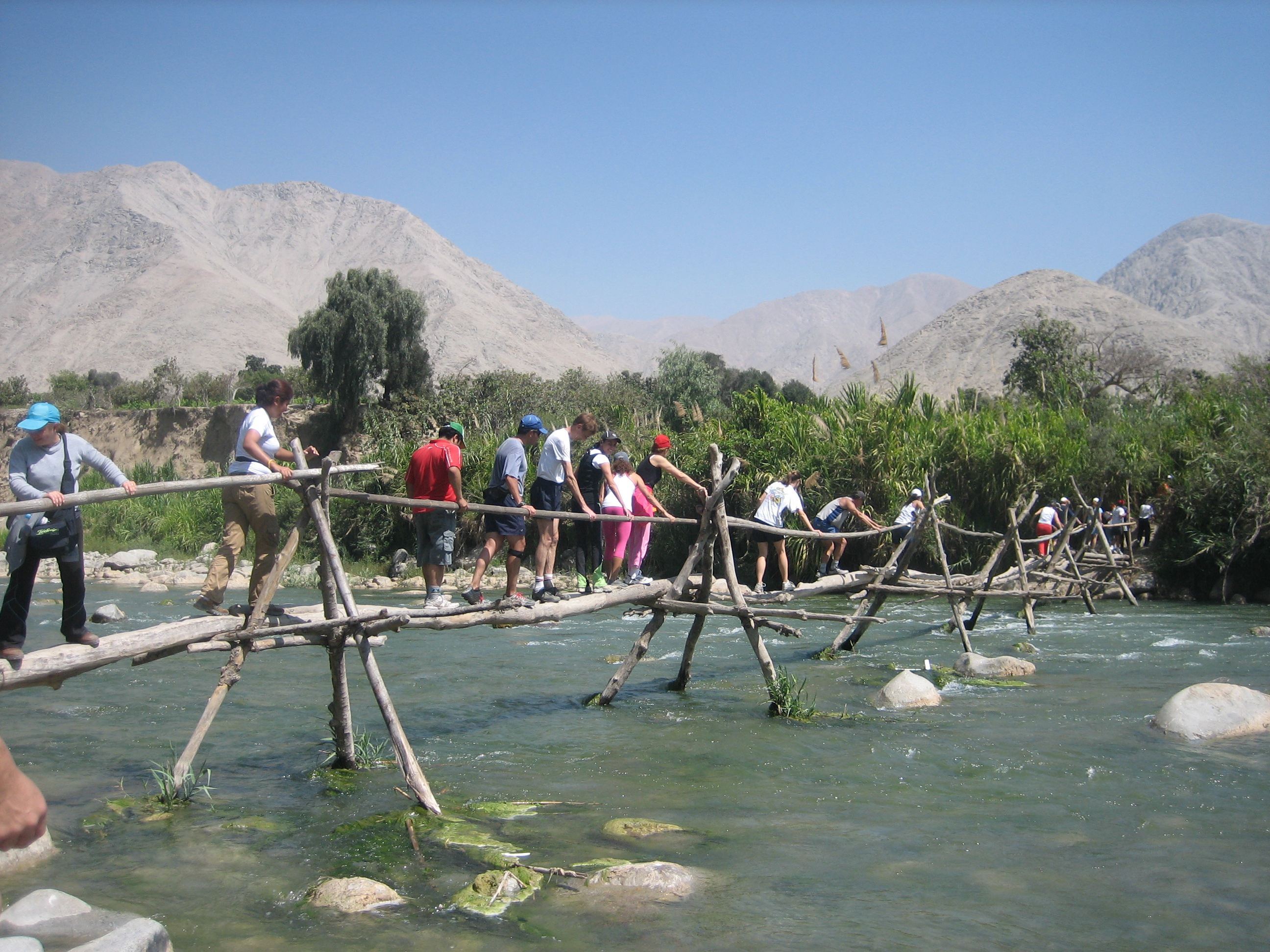
Participantes del Lima Hash House Harriers cruzando un puente de troncos en Lunahuana.

La Hash House Harriers (abreviado a HHH o H3) es una agrupación internacional que se reúne para practicar una forma de carrera a pie, footing, con una orientación no competitiva. El evento organizado por uno de estos clubes es conocido como un Hash o Hash Run, y los participantes son los Hashers o Harriers. Las personas encargadas de marcar la ruta son denominadas "liebres" ("hares"), y se reúnen antes de la carrera para delimitar la senda a seguir con harina, tiza o papel. El resto de los participantes, los "harriers", deben seguir dichas pistas con el fin de llegar a la meta, el progreso de la carrera se complica por la existencia de "pistas falsas" ("false trails"), la ausencia de la pista en algunos momentos y puntos de descanso obligatorios, para facilitar la reagrupación de la "manada".
La liebre dispone de cierta ventaja en la salida para marcar un camino y señalizar un rastro con manchas de harina, trozos de papel o flechas de tiza. En un momento determinado, las liebres están perseguidas por una manada de "harriers" que en teoría los buscan. Además de la excitación de perseguir a las liebres y encontrar el verdadero camino, los harriers que alcanzan el final del rastro están recompensados con bebidas y una merienda.
Antiguamente el deporte se asociaba a grupos de inmigrantes procedentes de los países de las islas británicas, pero en la actualidad la presencia de gente de países angloparlantes es minoritaria en muchos grupos.

## Organización
Hash House Harriers es una organización descentralizada, es decir, cada grupo (algunas veces llamado "Kennel" o "Chenil") se gestiona independientemente. No existe ninguna jerarquía nacional o internacional, pero los "cheniles" acuerdan entre ellos determinados asuntos como las fechas de reuniones nacionales. El grupo de administradores de cada grupo se conoce como MisManagement Committee y consiste en individuos con varios deberes y títulos, como Gran Maestro- Grand Master, Consejero Religioso- Religious Advisor o "Hash Cash- Tesorero". Hay más de 1700 cheniles en el mundo, incluyendo una presencia en cada uno de los siete continentes. La mayoría de ciudades grandes albergan al menos un grupo, habiendo algunas regiones que presumen de tener más de diez. Los "Kennels" generalmente tienen entre 20 y 100 miembros de ambos sexos, aunque algunos de áreas metropolitanas pueden atraer a más de mil "Hashers" a un evento.

## Historia
La tradición del Hash se inició en Kuala Lumpur, Malasia, en 1938, cuando un grupo informal de expatriados y oficiales coloniales británicos empezó a reunirse las noches de los lunes para correr, de una forma basada en el tradicional juego británico "paper chase", para liberarse de los excesos del fin de semana previo. El grupo original fue formado por cuatro miembros: Cecil Lee, Frederick "Horse" Thomson, Ronald "Torch" Bennett, y Albert Stephen (A.S.) Ignacious "G" Gispert. John Woodrow fue también un miembro original del grupo, pero rara vez se le reconoce como fundador, ya que abandonó Malasia poco después de la guerra para volver a Escocia.
Tras reunirse durante varios meses, el Registrador de Sociedades les comunicó que, como "grupo", debían tener unos Estatutos y un nombre oficial. A.S. Gispert sugirió Hash House Harriers en homenaje al Anexo del Royal Selangor Club, donde estaban acuartelados. Lo llamaron "Hash House" en referencia a su monótona comida. La última palabra "Harriers", que se podría traducir por Lebreles (aunque en realidad es una raza similar al Foxhound, obtenida con cruces de Lebrel, Bulldog y Fox Terrier) hace referencia efectivamente a su función en las cacerías.
El "Hashing" se extinguió durante la Segunda Guerra Mundial, cuando Japón invadió Malasia, pero fue reanudado tras la guerra por el grupo original, con la excepción de A.S. Gilbert, quien falleció durante la invasión de Singapur por tropas japonesas.
Con la excepción de un chenil "one-off" en la Riviera italiana, el crecimiento del "Hashing" fue escaso hasta 1962, cuando Ian Cummings fundó el segundo chenil en Singapur. Entonces la idea se extendió por el Extremo Oriente, Australia y Nueva Zelanda y, posteriormente, por Europa y Norteamérica. La expansión grande se produjo durante los años 70.
En la actualidad existen cerca de 2000 cheniles con representación en todo el mundo. Sus miembros distribuyen boletines, guías y revistas y organizan eventos de "Hashing" de forma local o incluso Mundial. En 2003 ya había dos cheniles con carreras organizadas en la Antártida.

## Historia del Hash en España
El fundador, Albert Stephen Ignacious Gispert (nombre hash "The G"), nació en Inglaterra, pero de padres españoles de Barcelona. Según varias páginas web, su familia siempre mantuvo una casa en Barcelona y hablaban castellano entre ellos.
El primer grupo del hash en España fue probablemente el grupo de Madrid, fundado en 1.984. Madrid HHH ha organizado más de 2.000 carreras, y se reúne cada domingo y a veces entre semana. Existen también grupos en Málaga, Mijas y Barcelona. Hay un interés creciente en la zona de Jávea (Alicante) y en Nava (Asturias), donde los grupos nacionales celebran reuniones anuales.
En el pasado han existido grupos en las instalaciones militares de los Estados Unidos en España y uno en Gibraltar.

## La Carrera o "Hash"
La liebre tiene que señalizar la ruta para los participantes, "harriers", echando manchas de harina o flechas de tiza. Cuando los "harriers" están buscando la pista, los que están adelante del grupo deben indicar la pista a los demás gritando "on on". La persona que ha quedado atrás o que ha perdido la pista debe gritar "are you?" y los que están adelante deben responder "on on".
Si nadie puede localizar una mancha de harina o de tiza, los corredores que están buscando la pista deben gritar "checking", para indicar que la están buscando. Cuando un corredor ve que una pista es falsa debe gritar "false trail", para indicárselo a los demás.
Al terminar la carrera la gente que ha participado en la misma se reúne en torno a un círculo y una persona, típicamente el GM (gran maestro), puede castigar a algunos de ellos y anunciar eventos del futuro. En general se termina el círculo con la canción góspel norteamericana "Swing Low, Sweet Chariot".
Después del círculo, muchos de los participantes van a un bar o restaurante local para comer y tomar una bebida juntos.

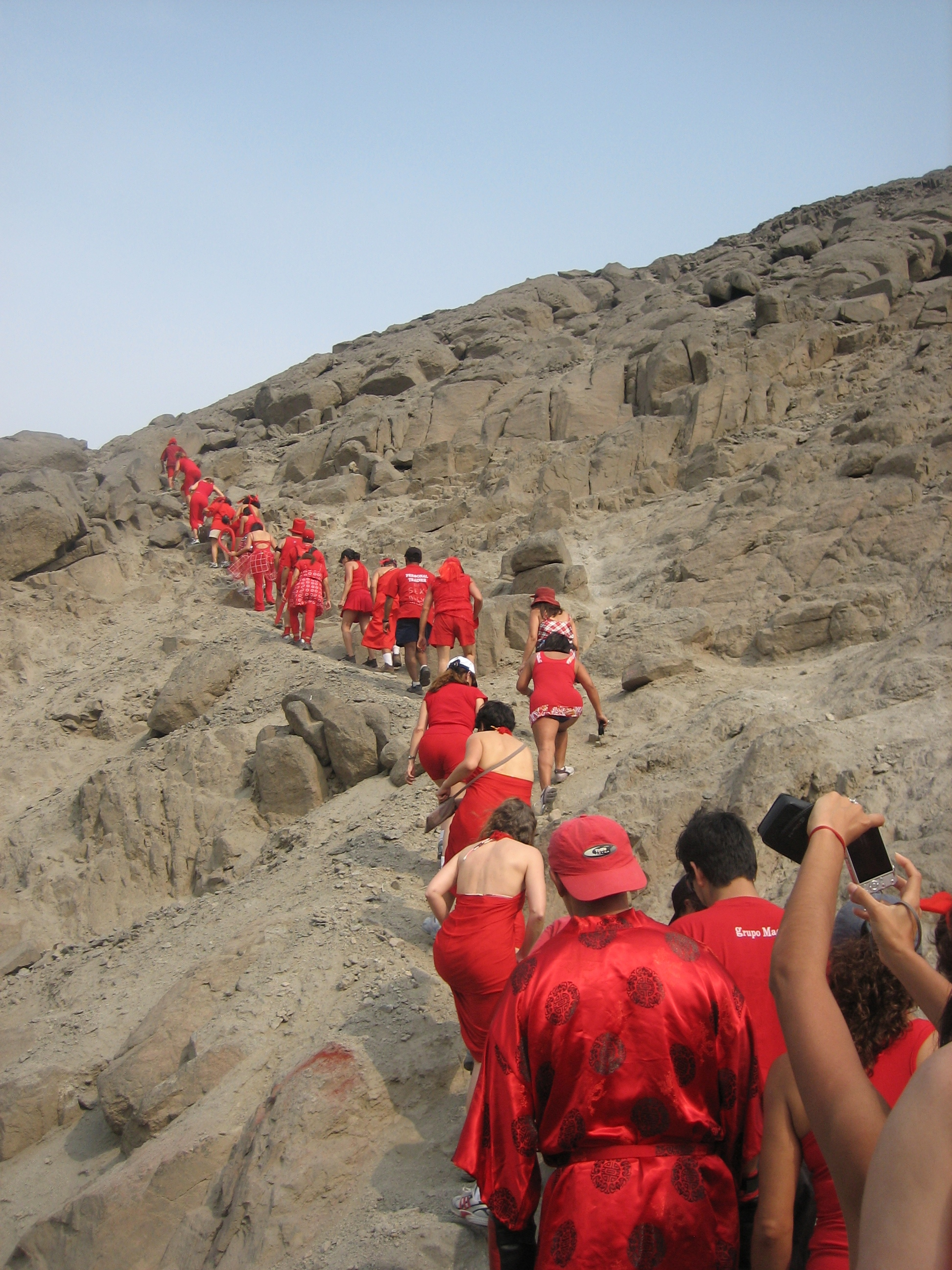
Imagen del primer Red Dress Run en Sudamérica, realizado en Chaclacayo, Perú.

## Tradiciones
Down-Downs
Un "down-down" es una manera de castigar, apremiar o simplemente reconocer una acción o comportamiento según las costumbres o caprichos del grupo. Generalmente un miembro tiene que tomar una bebida, típicamente una cerveza o refresco. Se apremian personas porque es nueva en el grupo o porque ha cumplido un "hito" como cincuenta carreras, por ejemplo.
Nombres del Hash
Desde que persona ha sido "bautizada", es decir, desde que se le asigna un apodo o nombre de hash, no usa su propio nombre sino que usa dicho apodo para los asuntos relacionados con el hash. Generalmente se elige un nombre gracioso o que tenga un doble significado en inglés o en la lengua local.
La Canción del Hash
Al finalizar el círculo el grupo suele cantar; la canción considerada como el himno internacional del hash es el góspel norteamericano "Swing Low, Sweet Chariot". Muchas veces éste se acompaña con gestos, para subrayar el doble significado en algunas de las estrofas de la misma.
Zapatos nuevos 
Una persona que asista con zapatos nuevos puede ser castigada con tener que beber un sorbo de cerveza de uno de los zapatos.

## Términos
"Are You?"
El grito de los hashers que están comprobando si sus compañeros pueden ver la pista o no.
Beermeister/ Dray
La persona que lleva las bebidas al hash.
Down-Down
El castigo.
Grand Master (GM)
El jefe o la jefa del grupo que preside el "círculo" cuando los hashers pueden ser apremiados con "down-downs"

## Hashes internacionales
Existen varios eventos internacionales en los cuales los hashers de diferentes grupos se juntan para correr y socializar, pero el más famoso es el Interhash bianual, en el que hashers de todo el mundo se reúnen. Por ejemplo, el Interhash 2006 —Chiang Mai, ofreció carreras en Tailandia, Birmania, Laos, Vietnam, Camboya y el sudoeste de China.
- 1978 Hong Kong
- 1980 Kuala Lumpur, Malasia
- 1982 Yakarta, Indonesia
- 1984 Sídney, Australia
- 1986 Pattaya, Tailandia
- 1988 Bali, Indonesia
- 1990 Manila, Filipinas
- 1992 Phuket, Tailandia
- 1994 Rotorua, Nueva Zelanda
- 1996 Limasol, Chipre
- 1998 Kuala Lumpur, Malasia
- 2000 Tasmania, Australia
- 2002 Goa, India
- 2004 Cardiff, Gales
- 2006 Chiang Mai, Tailandia
- 2008 Perth, Australia
- 2010 Kuching, Borneo